# Leśniczówka Mirzec
Leśniczówka Mirzec – osada leśna w Polsce położona w województwie świętokrzyskim, w powiecie starachowickim, w gminie Mirzec